# Baloy
Baloy is een bestuurslaag in het regentschap Lhokseumawe van de provincie Atjeh, Indonesië. Baloy telt 614 inwoners (volkstelling 2010).